# 羅暎錫
羅暎錫（： Na Yeong Seok；1976年4月15日—），是韓國綜藝節目的著名導演，名字常被譯為羅英石或羅䁐錫。成名作為《兩天一夜》。

## 個人簡歷
1976年出生於韓國清州，延世大學公共行政系畢業。2001年進入KBS電視台，成為KBS第27期的綜藝製作組PD（製作人）。他所製作的「兩天一夜」被譽為韓國國民綜藝節目，高踞收視冠軍。2012年1月1日被晉升為KBS綜藝製作組組長。2012年12月18日辭去KBS的職務。
2013年1月2日轉投CJ E&M。加入tvN電視台後推出的「花樣系列」收視率更是屢創新高。
2013年製作的「花樣爺爺台灣篇」大幅提升了韓國來台觀光人數，而於2014年，獲得中華民國交通部觀光局頒發「台灣觀光貢獻獎」。
他的節目總是既叫好又叫座，得獎不斷，2009年獲得第21屆「韓國PD大賞」電視綜藝部門作品獎，2011年則贏得第38屆「韓國廣播大獎」電視綜藝部門獎，2014年獲頒「韓國大眾文化藝術獎」國務總理表彰獎，2015年更榮獲第51屆「百想藝術大賞」電視部門大賞，是第一位獲得這項大獎的綜藝節目製作人。
2017年9月30日，羅暎錫受台灣第52屆廣播電視金鐘獎之邀，擔任頒獎嘉賓。

## 作品列表

### 綜藝節目

#### 2001年–2012年
- KBS2《出發夢之隊》
- KBS  《自由宣言週六大作戰（朝鲜语：자유선언 토요대작전） - 山莊約會：玫瑰的戰爭》(助理导演兼制片人)
- KBS2《快樂星期天（朝鲜语：해피선데이）-女傑6（朝鲜语：하이파이브 (KBS)）》
- KBS2《快樂星期天－兩天一夜》
- KBS2《明星金鐘》
- KBS 《準備好了》
- KBS2《人類的條件》

#### 2013年
- tvN 背包旅行計劃《花樣爺爺》第1季
- tvN 背包旅行計劃《花樣姐姐》

#### 2014年
- tvN 背包旅行計劃《花樣爺爺》第2季
- tvN 背包旅行計劃《花樣青春》第1季
- tvN 《一日三餐》農村篇 第1季 旌善篇

#### 2015年
- tvN 《一日三餐》漁村篇 第1季 晚材島
- tvN 背包旅行計劃《花樣爺爺》第3季
- tvN 《一日三餐》農村篇 第2季 旌善篇
- Naver TVCast、tvN《新西遊記》
- tvN 《一日三餐》漁村篇 第2季 晚材島

#### 2016年
- tvN 背包旅行計劃《花樣青春》第2季
- Naver TVCast、tvN《新西遊記2》
- tvN 《一日三餐》農村篇 第3季 高敞篇
- tvN 《一日三餐》漁村篇 第3季 得糧島

#### 2017年
- tvN 《新西遊記3》
- tvN 《新婚日記》
- tvN 《尹食堂》
- tvN 《懂也沒用的神秘雜學詞典》
- tvN 《新西遊記4》
- tvN 《一日三餐》漁村篇 第4季 得糧島
- tvN 背包旅行計劃《花樣青春》第3季 (《新西遊記》外傳)
- tvN 《姜食堂》

#### 2018年
- tvN 《尹食堂2》
- tvN 《森林裡的小屋》
- tvN 背包旅行計劃《花樣爺爺》第4季
- tvN 《懂也沒用的神秘雜學詞典 (第三季)》
- tvN 《新西遊記5》
- tvN 《新西遊記6》

#### 2019年
- tvN 《Coffee Friends》（創意總監）
- tvN 《西班牙寄宿》
- tvN 《姜食堂2》
- tvN 《姜食堂3》
- tvN 《一日三餐》山村篇 第1季 旌善篇
- tvN 《去冰島的三餐》
- tvN 《新西遊記7》
- tvN 《煮泡麵的男人》

#### 2020年
- tvN 《星期五星期五晚上》
- tvN 《麻浦帥小伙》
- tvN 《一日三餐》漁村篇 第5季 竹窟島
- tvN 《三時四餐》
- tvN 《暑假》
- tvN 《我獨自李食堂》
- tvN 《新西遊記8》
- tvN 《肩膀舞要跳到什麽時候啊》
- tvN 《穿正南的惡魔》

#### 2021年
- tvN 《穿正南的惡魔2》
- tvN 《尹STAY》
- tvN 《出差十五夜 (綜藝節目)》
- TVING 《春季露營》
- tvN 《宋旻浩的PILOT》
- tvN 《運動天才安宰賢》
- tvN 《機智的山村生活》

#### 2022年
- tvN 《煮麵偶像》
- tvN 《意外的旅程》
- tvN 《Biong Biong地球娛樂室》
- tvN 《肩膀舞要跳到什麼時候啊2 — 看我的肩膀啊，都要脫臼了》

#### 2023年
- tvN《種豆得豆》
- tvN 《瑞鎮家》
- tvN 《Biong Biong地球娛樂室2》

#### 2024年
- tvN 《NANA TOUR羅羅旅行團》
- tvN 《地樂者的滴滴叭叭》
- tvN 《瑞鎮家2》

#### 2025年
- tvN 《Biong Biong地球娛樂室3》
- tvN 《NANA民宿》

### 書籍
- 書籍《反正競賽還很長》作者[4]

### 演出
- 2013年tvN劇集《請回答1994》第2集客串演出合宿學生
- 2014年tvN劇集《馬鈴薯星2013QR3》第66集客串演出警察
- 2021年tvN劇集《機智醫生生活2》第10集客串演出張莫內、張馬內的爸爸張暎錫
- 2022年tvN劇集《明星經紀人生存記》第9集
- 2025年tvN劇集《機智住院醫生生活》第9集客串演出電視節目製作人，莫內跟馬內的爸爸。

## 獲獎記錄
- 2009年3月6日：第21届韩国PD大賞－電視綜藝部門 作品奖
- 2011年9月2日：第38届韩国广播大奖－电视综艺部門
- 2014年2月12日：中華民國台灣交通部觀光局台灣觀光貢獻獎
- 2014年11月11日：第5屆韓國大眾文化藝術獎－總理表彰
- 2015年5月26日：第51屆百想藝術大賞－電視部門 大賞
- 2024年5月7日：第60屆百想藝術大獎－電視部門 男子綜藝賞

## 另請參見
- 李明翰（朝鲜语：이명한 (1970년)）
- 申沅昊
- 李祐汀